# Подвойная, Софья Мироновна
Софья Мироновна Подвойная (19 декабря 1926, Новосибирск — 29 сентября 1960, Москва) — советская шахматистка.
Участница трёх чемпионатов СССР (1950, 1951 и 1952).
Победительница чемпионата ВС СССР (1956). Выступала за ДСО «Наука» (ДСО «Буревестник»). Была членом московской и всесоюзной женских комиссий.
В 1951 году окончила МЭИ. Работала инженером-радистом сначала в Новосибирске, затем в Москве. Скончалась после тяжелой и продолжительной болезни. Урна с прахом захоронена на Новодевичьем кладбище (новая территория, колумбарий, секция 119).

## Спортивные результаты
| Год  | Город   | Турнир                           | + | − | = | Результат | Место |
| ---- | ------- | -------------------------------- | - | - | - | --------- | ----- |
| 1949 | Москва  | Чемпионат Москвы                 |   |   |   | 8 из 13   | 4—6   |
| 1950 | Москва  | Чемпионат Москвы                 |   |   |   | 5 из 13   | 10—11 |
|      | Рига    | 10-й чемпионат СССР среди женщин | 2 | 9 | 3 | 4½ из 15  | 14—15 |
| 1951 | Киев    | 11-й чемпионат СССР среди женщин | 6 | 8 | 3 | 7½ из 17  | 14    |
| 1952 | Тбилиси | 12-й чемпионат СССР среди женщин | 4 | 7 | 6 | 7 из 17   | 13—16 |